# Diritti LGBT in Burundi
Le persone LGBT in Burundi sono criminalizzate e non godono di alcun diritto sia a tutela del singolo che a tutela delle coppie formate da persone dello stesso sesso.

## Leggi riguardanti l'omosessualità
Secondo una traduzione dell'articolo 567 del Codice penale burundese, una persona che ha rapporti sessuali con un'altra persona dello stesso sesso può essere punita con la reclusione da tre mesi a due anni e una multa da 50.000 a 100.000 franchi.

## Riconoscimento delle relazioni tra persone dello stesso sesso
L'articolo 29 della Costituzione del Burundi vieta il matrimonio tra persone dello stesso sesso.

## Diritto di adozione
Secondo il sito web del governo francese, le persone single e sposate hanno i requisiti per adottare. Il sito Web non dice se le persone LGBT sono squalificate.

## Condizioni di vita
I rapporti sui paesi per i diritti umani del Dipartimento di Stato degli Stati Uniti per il 2016 hanno dichiarato che:
La legge criminalizza l'omosessualità con pene che vanno dalle multe alla reclusione da tre mesi a due anni. Il governo non ha supportato né ostacolato le attività delle organizzazioni LGBTI locali o del centro.

## Tabella riassuntiva
| Attività e relazioni sessuali legali                                | (fino a 2 anni di carcere)  |
| Parità dell'età di consenso                                         | No                          |
| Leggi anti-discriminazione sul lavoro                               | No                          |
| Leggi anti-discriminazione nella fornitura di beni e servizi        | No                          |
| Leggi anti-discriminazione in tutti gli altri settori               | No                          |
| Matrimonio egualitario                                              | (incostituzionale dal 2005) |
| Unione civile                                                       | No                          |
| Adozione                                                            | No                          |
| Autorizzazione a prestare servizio nelle forze armate               |                             |
| Diritto di cambiare legalmente sesso                                | No                          |
| Surrogazione di maternità                                           | No                          |
| Permesso alle donne lesbiche di accedere alla fecondazione in vitro | No                          |
| Permessa la donazione di sangue per le persone omosessuali          | No                          |